# Otto Balthasar von Buxhoeveden

Wappen derer von Buxhoeveden

Otto Balthasar von Buxhoeveden (russisch: Отто Оттович Буксгевден,* 5. Dezember 1839 in Arensburg; † 8. Juni 1907 in Sankt Petersburg, ermordet, erschossen) war ein deutsch-baltischer Jurist, Landespolitiker und Geheimrat auf Ösel.

## Werdegang
Otto Balthasar begann nach seinem Schulabschluss sein Studium an der Rechtsschule in Sankt Petersburg. Er setzte sein Studium 1861 an der Universität Leipzig und 1862 an der Universität Heidelberg fort, in dieser Studienzeit bereiste er Frankreich, England und Schottland. Seine berufliche Laufbahn begann 1863 im zaristischen Justizministerium in Sankt Petersburg. Ab 1864 bekleidete er das Amt eines Marine-Oberauditeurs und ab 1869 war er Marine-Prokureur in Kronstadt. Ab 1887 wurde er im russischen Innenministerium eingesetzt. Danach wurde er, ab 1893, zum Gehilfen des Hauptprokureurs am Oberkriegsgericht der Marine ernannt. 1895 folgte die Ernennung zum Geheimrat und 1896 wurde er als Mitglied der Konsultunz beim Justizministerium berufen. Otto Balthasar war ebenso ab 1884 Mitglied des Hauptkomitees der Evangelischen Bibelgesellschaft in Russland und betätigte sich intensiv auf dem Gebiet der sozialen Fürsorge. Er war auch Mitglied im Komitee der Kinderasyle, welches unter der Schirmherrschaft der Kaiserin Alexandra stand. Als Ehrenmitglied wirkte er in der Internationalen Gesellschaft zur Förderung der Volkswirtschaft und wurde 1905 zum Wirklichen Geheimrat ernannt. In Anerkennung und Würdigung seines politischen und sozialen Engagements wurde er mit dem Sankt-Stanislaus-Orden#Russischer Orden 1. Klasse, dem Russischen Orden der Heiligen Anna 1. Klasse und dem Orden des Heiligen Wladimir 2. Klasse ausgezeichnet. Eines seiner sozialen Betätigungsfelder war die Fürsorge und der Einsatz für ein Armenrecht in Sankt Petersburg.
Otto Balthasar wurde am 25. Juni 1907 in St. Petersburg ermordet (erschossen).

## Herkunft und Familie
Otto Baltharsar stammte aus dem deutsch-baltischen Adelsgeschlecht von Buxhoeveden. Sein Vater war Otto Magnus Balthasar von Buxhoeveden (1795–1847), Herr auf Magnusdahl (Insel Muhu), der mit Jeanette Wilhelmine von Hoyningen-Huene (1799–1872) verheiratet war.
Otto Balthasar heiratete am 14. Juni 1868 in Reval Adelaide Charlotte von Erdmann (1849–1920). Ihre Nachkommen waren:
- Rudolf Emil von Buxhoeveden (* 1870 in Kronstadt; † 1934 in Berlin) ⚭ Gilberte Santot, o.N.
- Alexander Leonid von Buxhoeveden (* 1871 in Kronstadt; † 1902 in Peking an der Cholera)
- Edgar Karl von Buxhoeveden (* 1872 in Kronstadt; † 1918 in Ligow bei Sankt Petersburg)
- Arnold Paul Herbert von Buxhoeveden (* 1877 in Kronstadt; † 1937 in Krasnojarsk (Russland)) ⚭ 1903 Elisabeth Laura von Seume (1881–1969)
- Adelheid Agnes von Buxhoeveden (* 1879 in Kronstadt; † 1879 in Kronstadt)